# Municipio de Suffield
El municipio de Suffield (en inglés: Suffield Township) es un municipio ubicado en el condado de Portage en el estado estadounidense de Ohio. En el año 2010 tenía una población de 6311 habitantes y una densidad poblacional de 98,62 personas por km².

## Geografía
El municipio de Suffield se encuentra ubicado en las coordenadas 41°1′32″N 81°20′31″O / 41.02556, -81.34194. Según la Oficina del Censo de los Estados Unidos, el municipio tiene una superficie total de 63.99 km², de la cual 58,72 km² corresponden a tierra firme y (8,24 %) 5,27 km² es agua.

## Demografía
Según el censo de 2010, había 6311 personas residiendo en el municipio de Suffield. La densidad de población era de 98,62 hab./km². De los 6311 habitantes, el municipio de Suffield estaba compuesto por el 98,78 % blancos, el 0,11 % eran afroamericanos, el 0,03 % eran amerindios, el 0,13 % eran asiáticos, el 0,13 % eran de otras razas y el 0,82 % eran de una mezcla de razas. Del total de la población el 0,36 % eran hispanos o latinos de cualquier raza.